# Tom Mankiewicz
Tom Mankiewicz (Los Angeles, 1 de junho de 1942 – Los Angeles, 31 de julho de 2010) foi um realizador e argumentista de cinema norte americano, mais conhecido por ter escrito guiões para vários filmes da saga 007.